# Лука љубави
Лука љубави (енгл. The Shipping News) је филмска адаптација истоименог романа Ени Пру, у режији Ласеа Халстрома.